# Årstadalshamnen

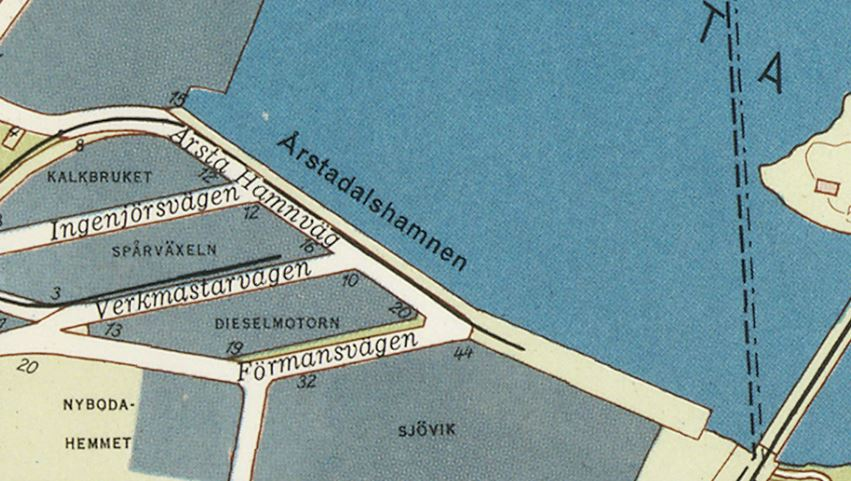
Årstadelshamnen 1972.

Årstadalshamnen var ett industri- och hamnområde i stadsdelen Liljeholmen, Söderort, Stockholm beläget i södra delen av Årstaviken, mellan Liljeholmsbron och Årstabron. 

## Beskrivning
Området var före 1930-talet en obebyggd strand av Årstaviken. På 1930- och 1940-talen fylldes mindre vikar igen och en hamn anlades. Årstadalshamnen hade en järnvägsförbindelse  med stambanan via Nybodatunneln. Längs kajen gick Årsta Hamnväg som hade förbindelse med Södertäljevägen via Ingenjörsvägen, Verkmästarvägen och Förmansvägen. Däremellan låg kvarteren Kalkbruket, Spårväxeln, Dieselmotorn och Sjövik.
Dominerande under lång tid var stålgrossisterna Söderberg och Haak samt Odelberg & Olson.
Vin & Sprit etablerades här 1959, och i berget fanns fem bergrum som var 150 meter långa och upp till 20 meter höga, med cisterner för förvaring av vin och sprit. Fram till 1991 användes Sjövikskajen i Årstadalshamnen för vintransporter med vintankfartygen M/S Vinia, M/S Vinlandia och M/S Vindemia. Vid midsommar 1998 förvärvade JM:s fastighetsbolag området av Aktiebolaget Vin & Sprit och de sista byggnaderna revs 2008.

### Årstadalshamnen genom tiden

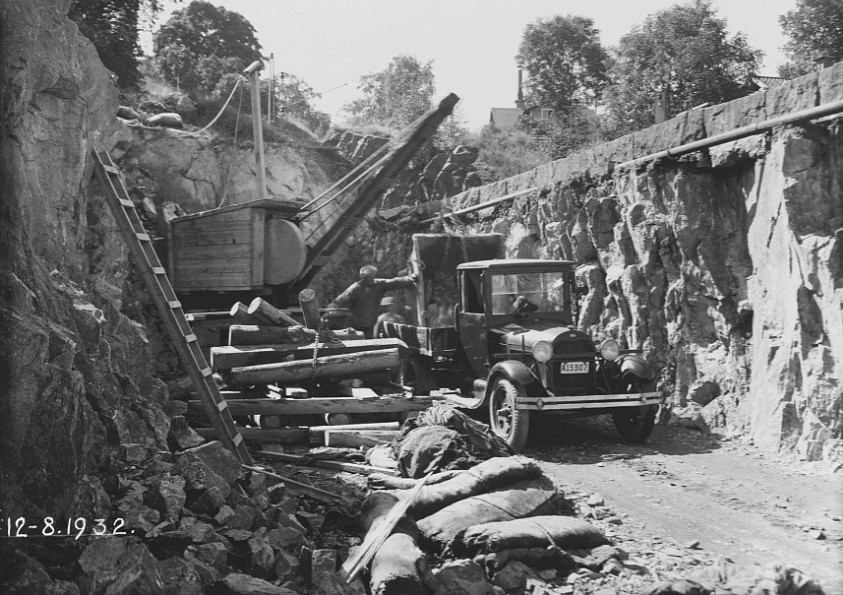
Spårarbeten 1932.
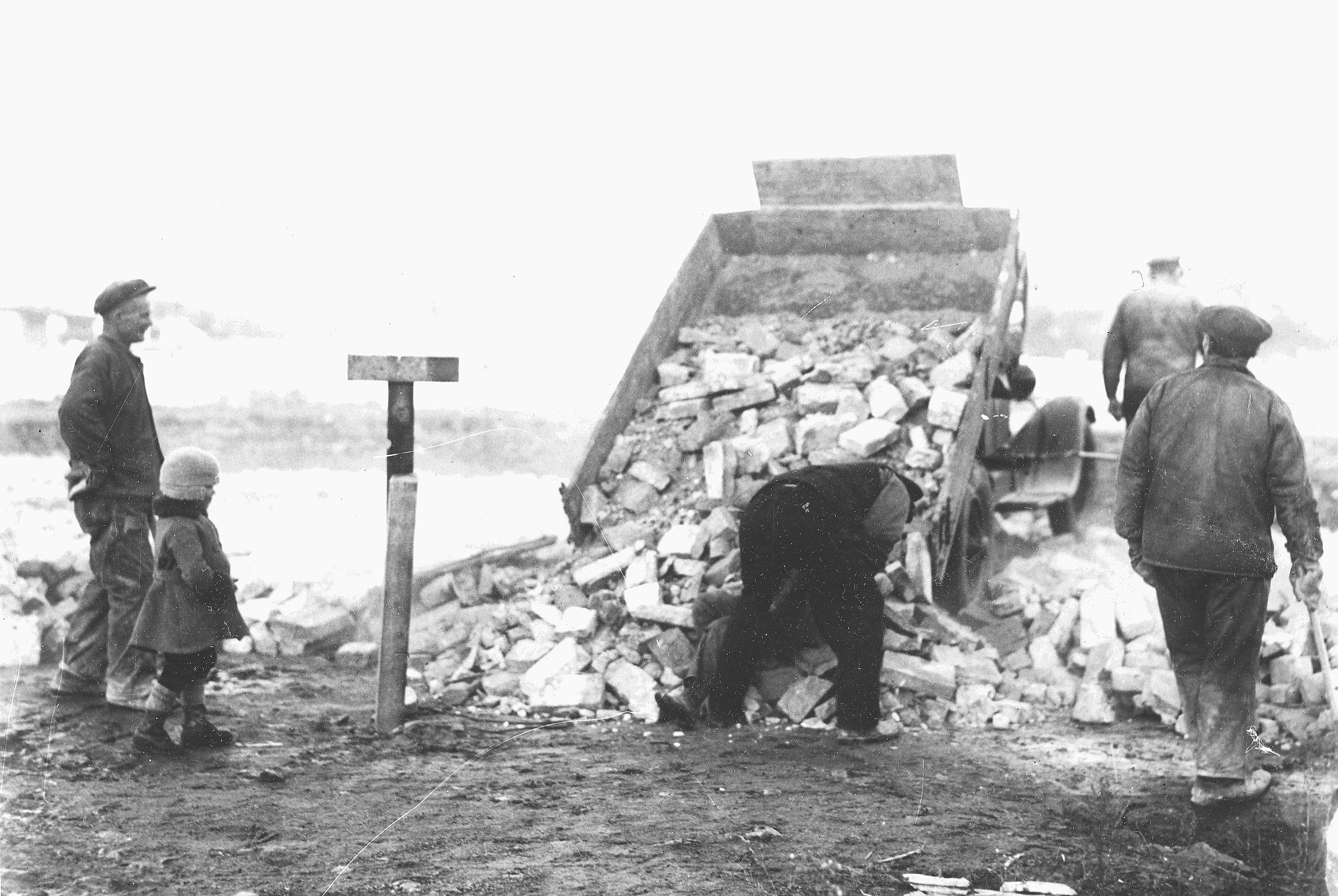
Anläggningsarbeten 1940.
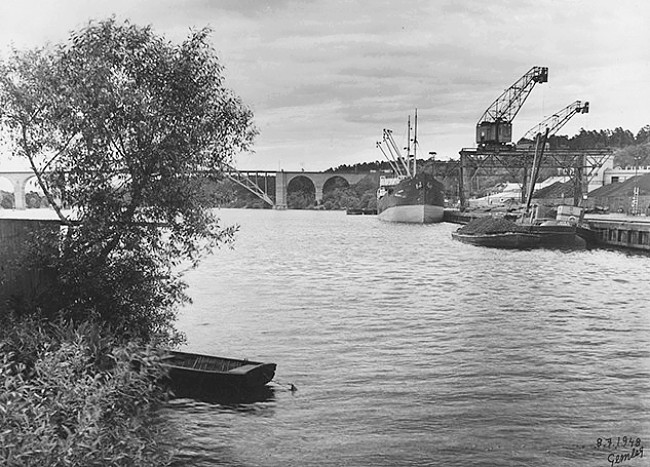
Årstadalshamnen 1948.
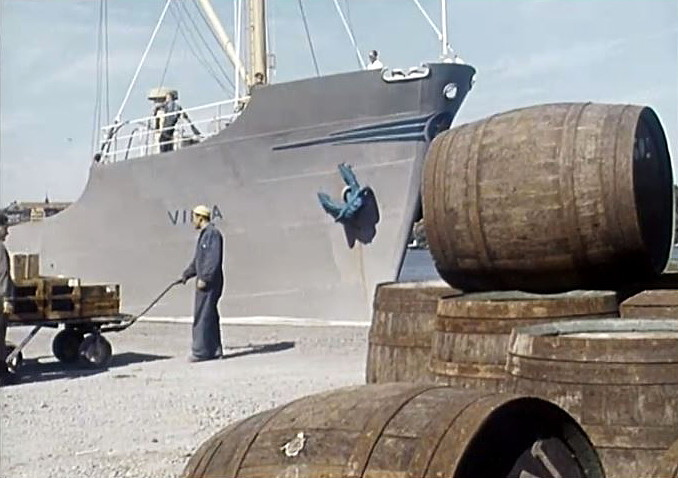
M/S Vinia i Årstadalshamnen 1960.
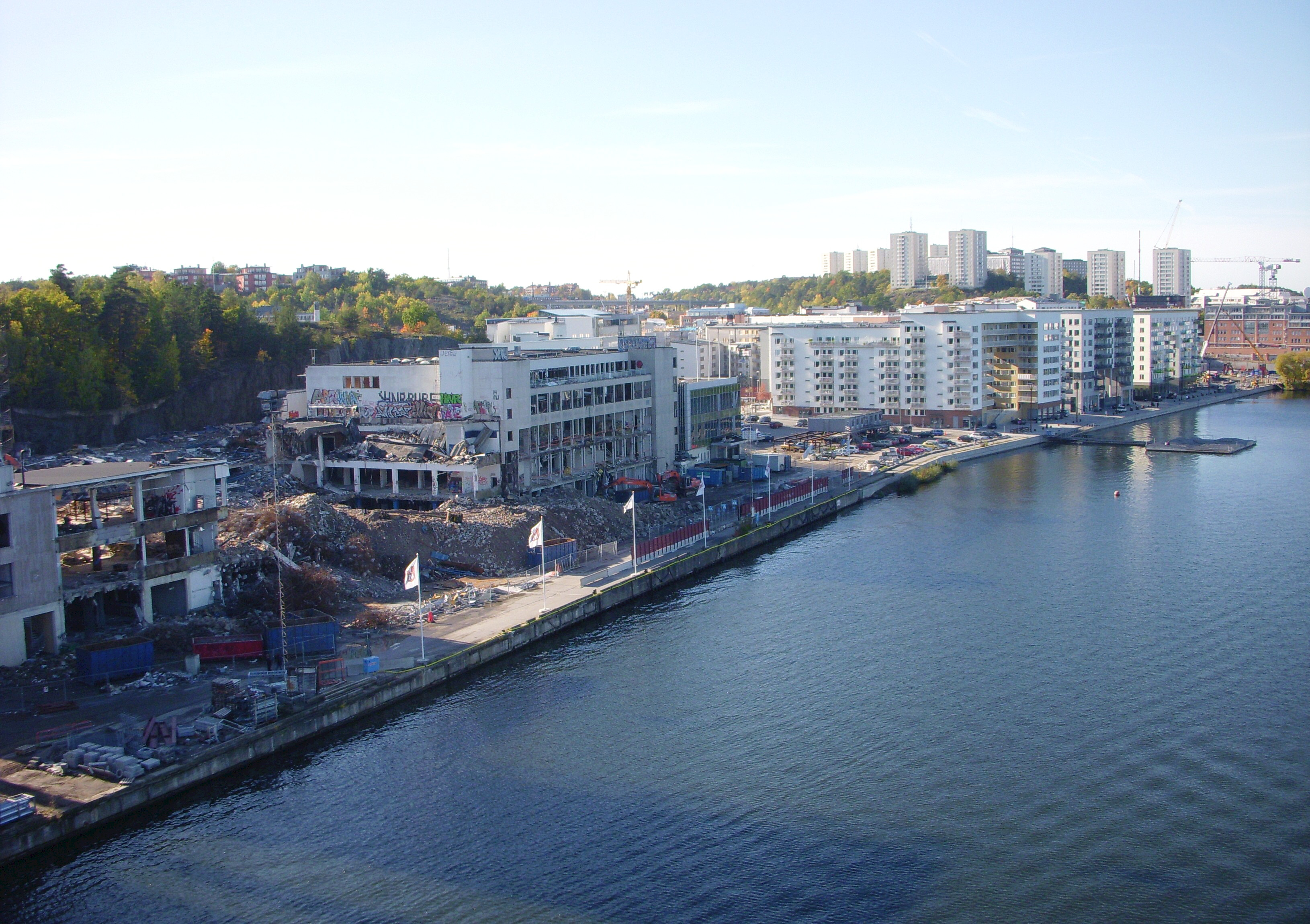
De sista byggnaderna i Årstadalshamnen rivs 2008.

## Ny användning
Efter år 2000 började områdets industrier flytta från området för att göra plats för bostadsrättsproduktion i regi av JM. Efter ett stadsbyggnadsprojekt var området som nu kallas Liljeholmskajen helt färdigställt i början av 2020-talet.